# Atletismo nos Jogos Pan-Americanos de 2011 - Lançamento de disco masculino
A competição do lançamento de disco masculino foi um dos eventos do atletismo nos Jogos Pan-Americanos de 2011, em Guadalajara. Foi disputada no Estádio Telmex de Atletismo no dia 24 de outubro.

## Calendário
Horário local (UTC-6).
| Data          | Horário | Fase  |
| ------------- | ------- | ----- |
| 24 de outubro | 17:35   | Final |

## Medalhistas
| Ouro   | CUB Jorge Fernández |
| Prata  | USA Jarred Rome     |
| Bronze | BRA Ronald Julião   |

## Recordes
Recordes mundial e pan-americano antes da disputa dos Jogos Pan-Americanos de 2011.
| Tipo                             | Atleta        | Marca   | Local          | Data                 |
| -------------------------------- | ------------- | ------- | -------------- | -------------------- |
|                                  | Jürgen Schult | 74,08 m | Neubrandenburg | 6 de junho de 1986   |
| Recorde dos Jogos Pan-Americanos | Luis Delís    | 67,32 m | Caracas        | 25 de agosto de 1983 |

## Resultados

### Final
| Pos.              | Atletas          | País                  | 1     | 2     | 3     | 4     | 5     | 6     | Resultado | Obs. |
| ----------------- | ---------------- | --------------------- | ----- | ----- | ----- | ----- | ----- | ----- | --------- | ---- |
| Medalha de ouro   | Jorge Fernández  | CUB Cuba              | 62.14 | 60.80 | 65.58 | 64.46 | x     | x     | 65.58     |      |
| Medalha de prata  | Jarred Rome      | USA Estados Unidos    | x     | 60.98 | 61.71 | x     | x     | x     | 61.71     |      |
| Medalha de bronze | Ronald Julião    | BRA Brasil            | 55.50 | 58.32 | 61.56 | 61.70 | 60.84 | 59.24 | 61.70     |      |
| 4                 | Yunio Lastre     | CUB Cuba              | 59.72 | 59.87 | x     | 61.07 | 60.37 | 58.59 | 61.07     |      |
| 5                 | Jason Young      | USA Estados Unidos    | 58.32 | 59.43 | 60.08 | 60.54 | 59.78 | 60.91 | 60.91     |      |
| 6                 | Mario Cota       | MEX México            | 58.38 | 59.30 | x     | x     | 58.58 | x     | 59.30     |      |
| 7                 | Jason Morgan     | JAM Jamaica           | 55.20 | 58.91 | 55.74 | 58.01 | x     | x     | 58.91     |      |
| 8                 | Jesús Parejo     | VEN Venezuela         | 53.92 | 55.35 | 54.13 | x     | 54.27 | 54.70 | 55.35     |      |
| 9                 | Michael Putman   | PER Peru              | 52.62 | 49.60 | 51.35 |       |       |       | 52.62     |      |
| 10                | Jorge Balliengo  | ARG Argentina         | 51.41 | x     | 51.93 |       |       |       | 51.93     |      |
| 11                | Rodolfo Casanova | URU Uruguai           | x     | 48.62 | x     |       |       |       | 48.62     |      |
| 12                | Alfredo Romero   | CHI Chile             | 43.63 | 47.97 | 46.96 |       |       |       | 47.94     |      |
| 99 !              | O'Dayne Richards | JAM Jamaica           |       |       |       |       |       |       | DNS       |      |
| 99 !              | Quincy Wilson    | TRI Trinidad e Tobago |       |       |       |       |       |       | DNS       |      |

Legenda
| Recorde mundial                  | Recorde mundial (World record)               |                       | Recorde africano                      | Recorde africano (African) |                                           | Q | Classificado por posição (Qualified) |
| Recorde dos Jogos Pan-Americanos | Recorde pan-americano (Pan-American record)  | Recorde da América    | Recorde da América (Americas)         | q                          | Classificado por melhor tempo (Qualified) |   |                                      |
| Melhor marca do ano              | Melhor marca do ano (World leading)          | Recorde asiático      | Recorde asiático (Asian)              | DNS                        | Não largou (Did not start)                |   |                                      |
| Recorde nacional                 | Recorde nacional (National record)           | Recorde europeu       | Recorde europeu (European)            | DNF                        | Não terminou (Did not finish)             |   |                                      |
| Recorde pessoal                  | Recorde pessoal do atleta (Personal best)    | Recorde da Oceania    | Recorde da Oceania (Oceania)          | DSQ / DQ                   | Desclassificado (Disqualified)            |   |                                      |
| Recorde da temporada             | Recorde da temporada do atleta (Season best) | Recorde sul-americano | Recorde sul-americano (South America) | NM                         | Sem marca (No mark)                       |   |                                      |